# Peni Finau
Peni Finau Lesubulamailepanoni (ur. 5 sierpnia 1981) – fidżyjski piłkarz grający na pozycji obrońcy.

## Kariera klubowa
Karierę piłkarską Finau rozpoczął w klubie Ba FC. W jego barwach zadebiutował w National Football League. W latach 2001–2006 sześciokrotnie z rzędu wygrywał te rozgrywki ze swoim zespołem. W latach 2003, 2004, 2006 i 2007 zwyciężył z Ba FC w Inter-District Championship, a w latach 2006 i 2007 także w Battle of the Giants. Trzykrotnie zdobywał Puchar Fidżi w latach 2005–2007.
W połowie 2007 roku Finau został piłkarzem nowozelandzkiego YoungHeart Manawatu, gdzie grał z rodakiem Oseą Vakatalesau. W New Zealand Football Championship zadebiutował 11 listopada 2007 roku w przegranym 1:3 wyjazdowym meczu z Team Wellington. W lidze Nowej Zelandii rozegrał 14 spotkań.
W 2008 roku Finau wrócił do Ba FC. Pod koniec roku wygrał rozgrywki ligowe oraz zdobył kolejny puchar kraju.

## Kariera reprezentacyjna
W reprezentacji Fidżi Finau zadebiutował w 2003 roku podczas Igrzysk Południowego Pacyfiku. Wraz z kadrą narodową grał w eliminacjach do Mistrzostw Świata w RPA i strzelił w nich jednego gola, w meczu przeciwko Tuvalu (16:0).